# Избори за предсједника Хрватске 2019/20.
Избори за Предсједника Републике Хрватске одржани су у два круга. Први круг је одржан 22. децембра 2019. године. Били су то седми предсједнички избори од првих непосредних избора одржаних 2. августа 1992. године.
С обзиром да ниједан кандидат није добио већину од укупног броја гласова (укључујући празне и неважеће листиће), други круг избора је одржан 5. јануара 2020. године између два кандидата са највећим бројем гласова, Колинде Грабар Китаровић и Зорана Милановића. Побиједио је Зоран Милановић који је тако постао пети председник Републике Хрватске.

## Изборни процес
Одлуку о расписивању избора донијела је Влада Републике Хрватске на сједници 14. новембра 2019. Потенцијални кандидати морали су прикупити најмање 10.000 потписа хрватских држављана који су навршили 18 година да би њихова кандидатура постала званична и да би се њихово име појавило на гласачком листићу. Додијељен им је временски оквир од 12 дана да то постигну и према томе до 3. децембра 2019. у поноћ по локалном времену требало је да предају прикљупљење потписе Државној изборној комисији. Укупно дванаест кандидата је предало потписе до крајњег рока, а комисија је потом провјерила потписе у наредних 48 сати, представљајући коначну листу од једанаест кандидата 5. децембра 2019. године.

## Први круг
У првом кругу ових избора највише гласова су освојили Зоран Милановић и Колинда Грабар Китаровић. Зоран Милановић је освојио у првом кругу 562.783 гласова и односно 29,55% гласова, док је Колинда Грабар Китаровић освојила 507.628 гласова односно 26,65% гласова. Мирослав Шкоро је освојио 465.704 гласова односно 24,45% гласова. Излазност је била 51,18%. Изашло је 1.903.861 бирача.

## Други круг
У други круг су прошли Зоран Милановић и Колинда Грабар Китаровић. Победио је Зоран Mилановић који је освојио 1.034.170 гласова односно 52,66% гласова. Са друге стране Колинда Грабар Китаровић је освојила 929.707 гласова односно 47,34% гласова. На изборе је изашло укупно 2.053.292 особа, односно 54,99%. Излазност је била већа у другом кругу него у првом кругу.

## Резултати
| Кандидат                      | Странка                              | Први круг | Први круг | Други круг | Други круг |
| Кандидат                      | Странка                              | Гласови   | %         | Гласови    | %          |
| ----------------------------- | ------------------------------------ | --------- | --------- | ---------- | ---------- |
| Зоран Милановић               | Социјалдемократска партија           | 562.783   | 29.91     | 1,034.170  | 52,66      |
| Колинда Грабар-Китаровић      | Независна (ХДЗ)                      | 507.628   | 26,98     | 929.707    | 47,34      |
| Мирослав Шкоро                | Независан                            | 465.704   | 24,75     |            |            |
| Мислав Колакушић              | Независан                            | 111.916   | 5,95      |            |            |
| Дарио Јуричан                 | Независан                            | 87.883    | 4,67      |            |            |
| Далија Орешковић              | Независан                            | 55.163    | 2,93      |            |            |
| Иван Пернар                   | Странка Ивана Пернара                | 44.057    | 2,34      |            |            |
| Катарина Пеовић               | Радни фронта                         | 21.387    | 1,14      |            |            |
| Дејан Ковач                   | Хрватска социјално-либерална странка | 18.107    | 0,96      |            |            |
| Анто Ђапић                    | ДЕСНО                                | 4.001     | 0,21      |            |            |
| Недељко Бабић                 | ХССЧКШ                               | 3.014     | 0,16      |            |            |
| Укупно                        | Укупно                               | 1.881.643 | 100,00    | 1.963.877  | 100,00     |
|                               |                                      |           |           |            |            |
| Важећи гласови                | Важећи гласови                       | 1.881.643 | 98,83     | 1.963.877  | 95,65      |
| Неважећи гласови              | Неважећи гласови                     | 22.218    | 1,17      | 89.415     | 4,35       |
| Укупно гласова                | Укупно гласова                       | 1.903.861 | 100,00    | 2.053.292  | 100,00     |
| Регистровани бирачи/излазност | Регистровани бирачи/излазност        | 3.719.741 | 51,18     | 3.734.115  | 54,99      |
| Извор: Izbori                 |                                      |           |           |            |            |